# Bittersweet White Light
Bittersweet White Light je deveti studijski album američke pjevačice Cher koji je u travnju 1973. izdala izdavačka kuća MCA. To je ujedno i posljednji album koji je producirao Sonny Bono, njen tadašnji suprug i poslovni partner. Iako mnogi obožavatelji smatraju da je ovo vokalno njen najjači album on u vrijeme izdavanja doživljava veliki komercijalni neuspjeh. Album sadrži kolekciju američkih klasika te je ujedno i prvi komercijalni neuspjeh za Cher 70-ih godina. Ovaj album je prvi koji je izdala samo izdavačka kuća MCA, kako u Sjevernoj Americi tako i u Ujedinjenom Kraljevstvu. 

## Informacije o albumu
Potaknut njenim solo izvedbama u showu The Sonny & Cher Comedy Hour poput "My Funny Valentine" and "What a Difference a Day Makes", Sonny odlučuje za Cher producirati album američkih klasika 20-ih, 30-ih i 40-ih godina s modernom produkcijom i aranžmanima. 
Bittersweet White Light je kolekcija potpuno orkestriranih, raskošno aranžiranih klasika. Zanimljivo je spomenuti da je Sonny svoj posao u glazbenoj industriji započeo radeći za svog tadašnjeg idola Phil Spectora i legendarni Wall Of Sound te su na albumu veoma očiti njihovi utjecaji. Domet pjesama seže od Gershwinove "How Long Has This Been Going On?" preko Al Jolsonove "Sonny Boy" do "The Man That Got Away" Judy Garland te Duke Ellingtonove "I Got It Bad and That Ain't Good". 
Album je reklamiran na njihovom popularnom showu The Sonny & Cher Comedy Hour. Naslov albuma potječe od scenografije koja je u studiju bila uređena dok je Cher pjevala klasike, nastupala je ispred svijetlećeg reflektora. 
Bittersweet White Light je i prvi album na kojem je prisutan "medley", tzv. miks dvaju ili više pjesama. Naziv medleya je "Jolson Medley" te sadrži sljedeće pjesme: "Sonny Boy", "My Mammy" i "Rock-a-Bye Your Baby with a Dixie Melody" te su pjesme "How Long Has This Been Going On" i "The Man I Love" miksane skupa kao i "Why Was I Born" s "The Man That Got Away". Ostali albumi na kojima se također pojavljuje isti princip su Take Me Home i Prisoner. 

## Izdavanje
Bittersweet White Light je 1999. godine izdan na CD-u pod nazivom Bittersweet: The Love Songs Collection s odabranim baladama s ostalih albuma uključujući Gypsys, Tramps & Thieves, Foxy Lady i Half Breed. Kompilaciju je složio i koproducirao Mike Khouri.
Popis pjesama:
Strana A
1. "By Myself" (Arthur Schwartz, Howard Dietz) 3:24
2. "I Got It Bad and That Ain't Good" (Duke Ellington, Paul Francis Webster	) 3:47
3. "Am I Blue?" (Grant Clarke, Harry Akst) 3:43
4. "How Long Has This Been Going On" (George Gershwin, Ira Gershwin) 4:20
5. "The Man I Love" (George Gershwin, Ira Gershwin) 4:27

Strana B
1. "Jolson Medley" (Al Jolson, Lew Brown, Buddy DeSylva, Walter Donaldson, Ray Henderson, Sam M. Lewis, Jean Schwartz, Joe Young) 4:12
2. "More Than You Know" (Vincent Youmans, Billy Rose, Edward Eliscu) 3:41
3. "Why Was I Born" (Jerome Kern, Oscar Hammerstein II) 2:45
4. "The Man That Got Away" (Harold Arlen, George Gershwin) 4:13

Dodatne Informacije
"Jolson Medley" se sastoji od pjesama "Sonny Boy", "My Mammy" and "Rock-a-Bye Your Baby with a Dixie Melody".

## Produkcija
- glavni vokal: Cher
- producent: Sonny Bono
- programiranje bubnjeva:  Jeff Porcaro
- gitarist: Dean Parks
- klavijature: David Paich
- klavijature: Joe Sample
- klavijature: Ted Dale
- inženjer zvuka:Lennie Roberts

- Bittersweet: The Love Songs Collection (reizdanje 1999.)
- Mike Khouri, Andy McKay: producenti reizdanja
- sastavio: Mike Khouri